# Кровавый кулак 3: Вынужденный поединок
«Кровавый кулак 3: Вынужденный поединок» (англ. Bloodfist 3: Forced To Fight) — кинофильм.

## Сюжет
Джимми Боланд приговорён к тюрьме строгого режима за убийство, которого не совершал. Там он становится свидетелем сцены попытки изнасилования заключёнными. Он вмешивается, спасает жертву, убивая при этом главаря насильников. После этого начальник тюрьмы переводит его в другое крыло, населённое чёрными зеками, рассчитывая на скорую расправу над ним. Убитый был поставщиком наркотиков для чёрной группировки и её предводителя Блю. Позднее с Джимми выходит на связь Уилхэд — лидер «белого» крыла тюрьмы, предлагая вступить в его банду. Джимми отказывает, предпочитая сохранять нейтралитет. В то же время он сближается со своим сокамерником Старком и присоединяется к его интернациональной группе заключённых, занимающихся уходом за тюремным садом. Главному герою удалось сберечь свою нейтральность, но какой ценой! Теперь и Уилхэд и Блю желают его смерти.

## Создатели фильма

### В ролях
- Дон Уилсон — Джимми Боланд
- Ричард Раундтри — Сэмюэл Старк
- Грегори МакКинни — Блю
- Рик Дин — Уилхэд
- Ричард Пол — Годдард
- Чарльз Босвелл — Тейлор
- Джон Кардоне — Дидлер
- Брэд Блэйсделл — Пизани
- Стэн Лонгинидис — Лидботтом

### Съёмочная группа
- Режиссёр — Оли Сэссоун
- Авторы сценария — Эллисон Барнетт, Чарли Маттера
- Продюсер — Роджер Корман
- Редактор — Эрик Бисон
- Композитор — Найджел Холтон
- Оператор — Рик Бота

## Интересные факты
- Это последний фильм серии, который выпускался в прокат в кинотеатрах. Лента была в прокате всего три дня и была показана в 18 кинотеатрах[1]. В связи с низкими сборами фильма впредь было решено ограничиться видео-релизами.